# Daimaru
Daimaru (大丸) és una cadena de grans magatzems del Japó localitzada principalment a la regió de Kansai. El negoci és operat pels Grans Magatzems Daimaru-Matsuzakaya, una empresa subsidiària de J. Front Retailing. En el passat, Daimaru fou una empresa independent amb seu al districte de Chūō, a la ciutat d'Osaka.

## Història
L'origen de Daimaru és remunta a la Dai-monjiya, una tenda d'articles generals fundada a Kyoto per Shimomura Hikoemon Masahiro el 1717. El nom "Daimaru" fou utilitzat per primera volta a una botiga oberta a Nagoya amb el nom de Daimaruya el 1728.
La cadena fou oficialment fundada l'any 1907 i refundada el 1920, adoptant de manera definitiva el nom "Daimaru" l'any 1928. Durant anys a la dècada de 1960, Daimaru fou la cadena de grans magatzems més gran de tot el Japó. A finals de la dècada de 1970, la cadena fou la primera al Japó que obrí una sucursal a Tailàndia, sota el nom "Thai Daimaru". Les sucursals de Hong Kong van tancar el 1998, seguides de les d'Austràlia el 2002 després de prop d'una dècada de minsos profits i finalment Singapur el 2003.
El 1960, Daimaru va fundar una subsidiària anomenada Peacock Sangyo. Actualment és coneguda com a Daimaru Peacock i opera 49 supermercats a l'àrea del gran Tòquio, 28 a la regió de Kansai i 8 a la regió de Chūbu. L'any 1998, Daimaru va establir una col·laboració amb el dissenyador d'alta costura francés Dominique Sirop per a crear Dominique Sirop for Daimaru, una marca de roba prêt-à-porter d'alta costura.
A data de l'any 2016, Daimaru té set sucursals pròpies (sense comptar les subsidiàries, que també utilitzen el nom de l'empresa) i emplea a prop de 3.000 persones.

## Establiments
- Shinsaibashi, Osaka: Tenda principal oberta el 1726 com a Matsuya.
- Umeda, Osaka: Inaugurat el 1983.
- Shimogyō, Kyoto: Inaugurat el 1912.
- Chūō, Kōbe: Antic Sogō. Inaugurat el 1927.
- Suma, Kōbe: Inaugurat el 1980.
- Ashiya, Hyōgo: Inaugurat el 1980.
- Chiyoda, Tòquio: A la torre nord de l'estació de Tòquio. Inaugurat el 2007.
- Chūō, Sapporo: Vora l'estació de Sapporo. Inaugurat el 2003.
- Shimonoseki, Yamaguchi: Inaugurat el 1977. Subsidiària fins al 2020.

### Subsidiàries
- Chūō, Fukuoka: Operant com a Hakata Daimaru. Inaugurat el 1952.
- Kōchi, Kōchi: Operant com a Kōchi Daimaru. Inaugurat el 1947.
- Shimanto, Kōchi: Operant com a Kōchi Daimaru Shimanto Plaza.
- Tottori, Tottori: Operant com a Daimaru Tottori. Inaugurat el 1937.